# Sommerstorffia spinosa
Sommerstorffia spinosa Arnaudov – gatunek organizmów grzybopodobnych zaliczanych do lęgniowców. Grzyb wodny i grzyb mięsożerny. Występuje także w Polsce.

## Systematyka i nazewnictwo
Pozycja w klasyfikacji według Index Fungorum: Sommerstorffia, Saprolegniaceae, Saprolegniales, Saprolegniidae, Peronosporea, Incertae sedis, Oomycota, Chromista.
Gatunek ten opisał w 1923 r. Nicolai Georgiev Arnaudov w Bułgarii na glonie gałęzatka (Cladophora). Należy do monotypowego rodzaju Sommerstorffia Arnaudov 1923.

## Morfologia i tryb życia
Plecha słabo rozgałęziona złożona z 1 do 6, lub rzadziej większej ilości, prostych lub lekko zakrzywionych, rurkowatych strzępek zakończonych specjalnym, wąskim, zwężającym się kołkiem wypełnionym jednorodną substancją refrakcyjną. Strzępki te mają długość 60–200 μm i szerokość 5,6–10,4 μm, są stosunkowo sztywne i bez przegród.
Sommerstorffia spinosa łowi wrotki za pomocą pokrytych śluzem kołków stanowiących zakończenie strzępek. Mają one kształt pastorału i gdy dotknie ich wrotek wydzielają substancję klejącą od której wrotek nie jest w stanie się uwolnić. Grzyb atakuje wówczas ssawkami i wchłania narządy wewnętrzne swojego żywiciela. Zwykle wewnątrz jego ciała tworzy zoosporangium typu Aphanomyces, w którym powstaje pojedynczy rząd zarodników. Uwalniają się one pojedynczo, bez działania wici, z długich rurek wyjściowych. Zaraz po uwolnieniu się z zoosporangium otorbiają się, a później kiełkują, tworząc wydłużone pływki (zoospory) o wymiarach 6–6,9 × 9–10,4 μm z dwoma bocznymi wiciami. Ostatecznie osiadają w wodzie na dolnej stronie odpowiedniego podłoża i rozwijają się w zarodniki w kształcie kolb i wymiarach 6,8–12 × 13,6–20,4 μm. Silnie przylegają do podłoża i zwisają w wodzie. Ich szyje są wypełnione substancją refrakcyjną i są tak samo zdolne do chwytania wrotków, jak drapieżne kołki dojrzałej plechy. Pływki, które schwytały wrotki, zwykle rozwijają się w dychotomicznie rozgałęzioną plechę zarówno na powierzchni wrotka, jak i wewnątrz jego ciała. Czasami tworzy się całkowicie epibiotyczna plecha, czasami całkowicie endobiotyczna.
Sommerstorffia spinosa z łatwością łapie wrotki należące do rodzajów Monostyla, Distyla, Colurus, natomiast nigdy nie zaobserwowano złapanych przez nią przedstawicieli rodzajów Euchlanis, Habrotrocha i Philodina. Przez kołki plechy często łapany był pierwotniak Entosiphon ovatum.